# Pinyó lliure

Mecanisme d'un pinyó lliure.

Un  pinyó lliure  (o roda lliure) és el mecanisme que permet a un eix o arbre girar lliurement en un sentit i ser engranat o arrossegat en sentit contrari.
Un pinyó lliure permet, per exemple, que un ciclista deixi de pedalar sense provocar que la roda es freni o bloquegi.

## Mecanisme
Consisteix en un sistema instal·lat en un eix que permet que els  pinyons girin lliurement  en una direcció i es mantinguin solidaris en la direcció contrària.
S'utilitzen uns trinquets o cadells empesos per una molla perquè, en la direcció de gir en què es realitza la transmissió, engranin amb la resta del mecanisme per a transmetre la potència. En la direcció contrària els trinquets són empesos cap a l'eix i la resta del mecanisme gira lliurement. A les bicicletes, aquest procés produeix el clàssic soroll de carrau de la bicicleta quan es deixa de pedalejar.

## Usos

### Bicicletes
Els pinyons lliure són usats àmpliament en gairebé la totalitat de les bicicletes que hi ha actualment. D'aquesta manera, un ciclista pot pedalar per transmetre el moviment a la roda del darrere i poder avançar, així com quan deixi de donar pedals, la roda del darrere seguir girant lliurement sense necessitat que es transmeti el moviment d'inèrcia als pedals novament.
Abans d'inventar aquest sistema, les bicicletes mantenien la roda solidària als pedals, les anomenades bicicletes monomarxa. Aquestes tenen l'avantatge que permeten notar l'adherència de l'asfalt i la inèrcia de la bicicleta ajuda a passar les zones mortes.
No obstant això, produeixen més esforç al genoll durant la frenada (si no s'utilitzen els frens), no permeten utilitzar canvis de marxes, si enganxa els pantalons amb el plat no es pot deixar de pedalar sense parar la bici o bloquejar la roda posterior i en corbes tancades no es poden mantenir els pedals horitzontals per a no tocar amb ells el sòl.

### Altres usos
En argues o cabrestants, en transmissions automàtiques, ...